# Mariano Rajoy
Mariano Rajoy Brey (Santiago de Compostela, 27 de março de 1955) é um político espanhol, foi presidente do governo da Espanha de 2011 até 2018. Licenciado em Direito, é conservador do Registo Predial espanhol, carreira em que ingressou imediatamente após finalizar o curso, em 1978.
A partir de 1981 foi deputado na comunidade autónoma da Galiza, eleito pela Aliança Popular, movimento que estaria na génese do atual Partido Popular. Em 1983 foi eleito membro do Conselho Municipal da Câmara Municipal de Pontevedra. Em 1987 foi eleito vice-presidente Junta da Comunidade da Galiza. Em 1989 foi eleito deputado nacional, numa altura em que passou também a fazer parte do Comité Executivo Nacional do recém-criado PP. Foi ministro da Administração Pública do governo espanhol liderado por José María Aznar entre 1996 e 2003, vice-presidente do Governo (2000-2003), e presidente do Partido Popular (PP), principal partido na Espanha após as eleições de 20 de novembro de 2011. Em fevereiro de 2001 deixou de ser ministro da Presidência para suceder na pasta do Interior a Jaime Mayor Oreja. Como responsável deste ministério, Rajoy conseguiu importantes conquistas na luta contra a organização terrorista ETA.
Rajoy cessou o cargo de ministro do Interior em julho de 2002 para assumir as tarefas de porta-voz do Governo e, de novo, ministro da Presidência. A partir de então teve de enfrentar as duas maiores crises do período 1996-2003: o desastre causado pelo afundamento do petroleiro Prestige e o apoio de Aznar a George W. Bush durante a invasão do Iraque de 2003. Porém, para os seus seguidores, Rajoy saiu aparentemente bem de ambos os problemas e o seu papel de "fontaneiro" da Moncloa foi decisivo para a sua nomeação como secretário-geral do PP e candidato a primeiro-ministro em 30 de agosto de 2003. Foi candidato a presidente do governo da Espanha (equivalente a primeiro-ministro) nas eleições de março de 2004 e de março de 2008, tendo em ambas sido derrotado pelo PSOE liderado por José Luis Rodríguez Zapatero. Nas eleições de 20 de novembro de 2011 o partido liderado por Rajoy obteve mais de 10 800 000 votos e elegeu 186 deputados, conquistando a maioria absoluta e o melhor resultado de sempre do Partido Popular.
De acordo com informação publicada nos jornais em 2013, Mariano Rajoy foi envolvido num caso de corrupção por ter recebido envelopes com dinheiro sujo de Barcenas. Em 20 de dezembro de 2015 vence as eleições parlamentares mas sem maioria absoluta, conquistando o Partido Popular 123 dos 350 lugares do parlamento. Na sequência da moção de censura de junho de 2018 o seu governo caiu.

## Primeiros anos e educação
Nascido em 27 de março de 1955 em Santiago de Compostela, Mariano Rajoy Brey é bisneto de Enrique Rajoy Leloup, um dos idealizadores do Estatuto de Autonomia de Galiza de 1932, que foi removido de sua cátedra universitária pelo governo ditatorial na década de 1950. Seu pai, Mariano Rajoy Sobredo, licenciado em Direito, seguiria a carreira de magistrado, mas também se envolveu na política, chegando a ser presidente da Província de Pontevedra. 
Rajoy passou em Pontevedra os seus primeiros anos de vida. Quando o seu pai foi colocado como juiz em León, a família passou a viver nesta cidade. Mariano Rajoy realizou os seus estudos no Colegio Discípulas de Jesús de León, no Colegio Sagrado Corazón de los Jesuitas de León — que frequentou durante cerca de dez anos, e por onde passaram também os seus irmãos Luis e Enrique — e, de regresso a Pontevedra, concluiu os estudos secundários numa escola pública dessa cidade.
Após concluir o ensino secundário, Rajoy ingressou na Universidade de Santiago de Compostela, onde terminou uma licenciatura em Direito. Logo em seguida, candidatou-se, por exame nacional, à função de conservador do Registo Predial. Tendo sido aprovado, tornou-se então o mais jovem conservador desse registo em Espanha.

## Carreira política

### Líder da Oposição (2004-2011)

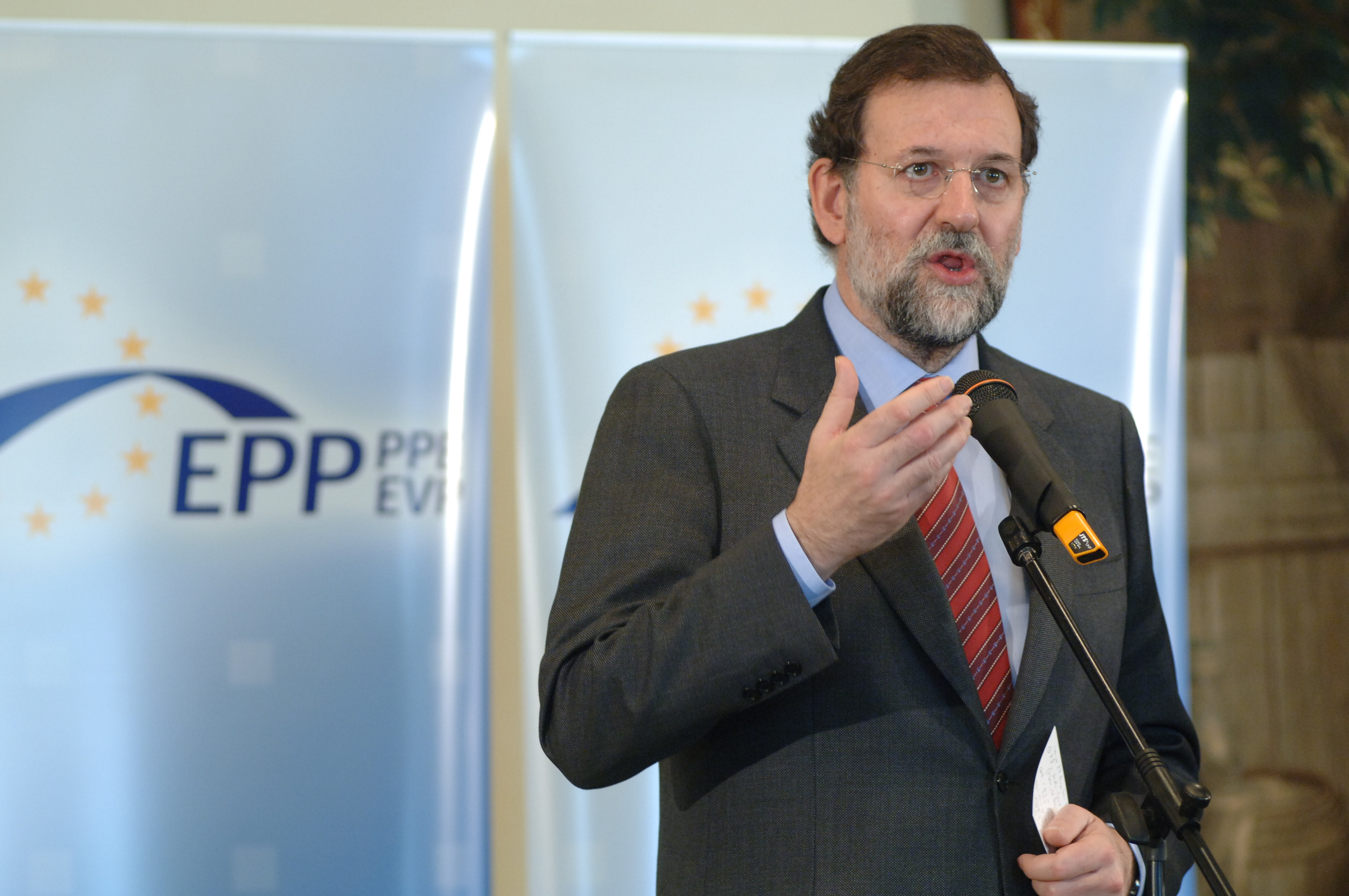
Rajoy durante congresso do Partido Popular Europeu, 2006.

Em 11 de março de 2004, dias antes das eleições gerais daquele ano, Madrid foi alvo de ataques terroristas, pelos quais o governo espanhol rapidamente responsabilizou a organização separatista Euskadi Ta Askatasuna (ETA). O governo Aznar e líderes partidários insistiram no envolvimento do ETA nos ataques na capital espanhola e, em 13 de março, Rajoy admitiu concordar com a possibilidade de um envolvimento do grupo na autoria dos crimes. O governo foi acusado pela imprensa internacional de tentar acusar o ETA visando uma maior vantagem eleitoral, até que o Grupo PRISA - conglomerado midiático de centro-esquerda - passou a divulgar indícios de que a Al-Qaida estaria por detrás dos ataques.
Em 14 de março de 2004, o Partido Socialista Operário Espanhol (PSOE), sob a liderança de José Luis Rodríguez Zapatero, venceu as eleições gerais espanholas com uma vantagem de 1,3 milhão de votos sobre o Partido Popular e garantiu 164 assentos no Congresso de Deputados; enquanto o Partido Popular obteve 148 assentos. No entanto, Rajoy foi eleito parlamentar pela Província de Madrid.

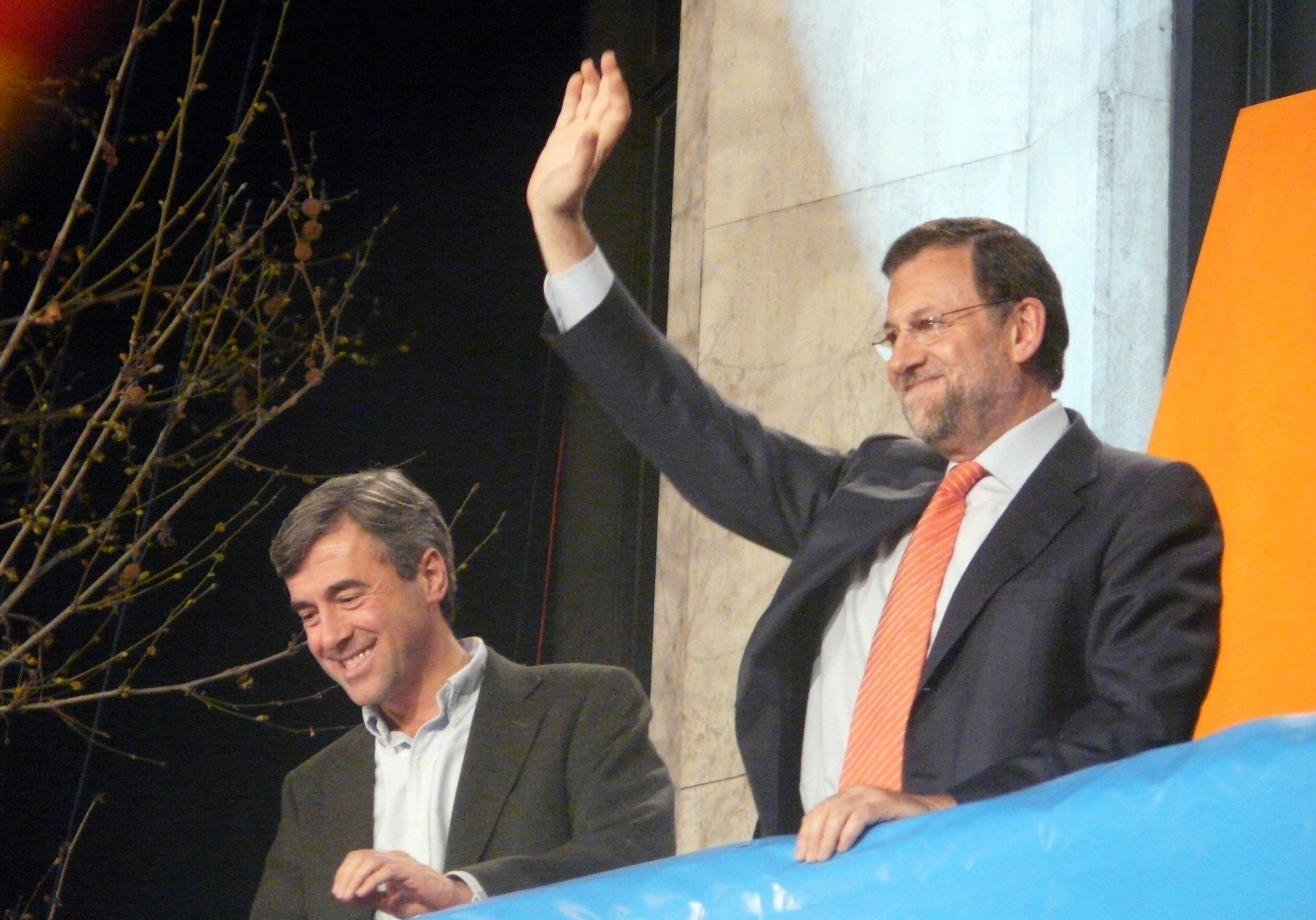
Mariano Rajoy, quando das eleições legislativas espanholas de 2008, junto a Ángel Acebes.

Rajoy enfrentou um cenário crítico quando pressionado pelo então prefeito madrilenho Alberto Ruiz-Gallardón a apoiá-lo nas eleições gerais de 2008. Gallardón representava um setor mais centrista dentro do mesmo partido, enquanto Rajoy, Ángel Acebes e Eduardo Zaplana eram considerados representantes da ala mais conservadora e mais alinhados às políticas de Aznar. Rajoy decidiu, por fim, deixar Gallardón de fora das eleições, uma ação que provocou uma preocupação sobre a alienação de potenciais eleitores do Partido Popular. A tensão política interno do partido só seria dissolvida com a reeleição de Rajoy à liderança.
Em 30 de janeiro, Rajoy recebeu apoio formal da Chanceler alemã Angela Merkel e do Presidente francês Nicolas Sarkozy mediante à corrida eleitoral. O Partido Popular acabou derrotado nas urnas, o que não impediu Rajoy de permanecer como presidente de seu partido e subsequentemente como Líder da Oposição.

### Campanha eleitoral de 2011

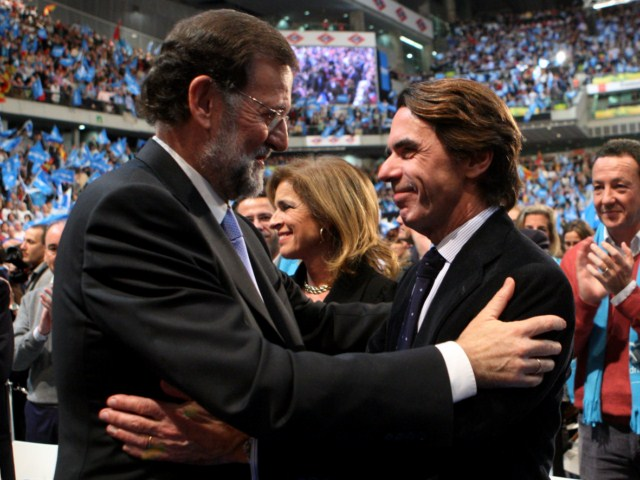
Rajoy e José María Aznar no ato de encerramento da campanha, em novembro de 2011.

Em 22 de maio de 2011 ocorreram as eleições municipais e regionais em todas 13 comunidades autônomas espanholas. Nestes últimas, o Partido Popular obteve melhor resultado de sua história, com 37,53% de votos válidos e mais de 500 mil votos somados em 4 anos, além de superar o Partido Socialista Operário Espanhol (PSOE). O período eleitoral foi marcado também pelo histórico cessar de operações da organização basca de luta armada Euskadi Ta Askatasuna (ETA).
Em 7 de novembro, Rajoy participou do único debate televisionado entre os candidatos das principais correntes políticas do país; confrontando Alfredo Pérez Rubalcaba, do PSOE. Por incluir constantemente a pauta econômica do país como principal foco de seu discurso, Rajoy foi considerado o melhor candidato do debate, realizado nas instalações da IFEMA em Madrid e organizado pela Academia de las Ciencias y las Artes de Televisión de España (ATV).
Em 20 de novembro do mesmo ano, ocorreram as eleições parlamentares, nas quais o Partido Popular foi igualmente o mais votado ao receber mais de 10 milhões de votos (44,62 % dos votos) e garantir a maioria absoluta de 186 assentos no parlamento espanhol. Com tal resultado, o partido voltou a possuir maioria absoluta pela primeira vez desde as eleições gerais de 2000, quando Aznar foi candidato pelo partido.

### Presidente do Governo (2011-2018)

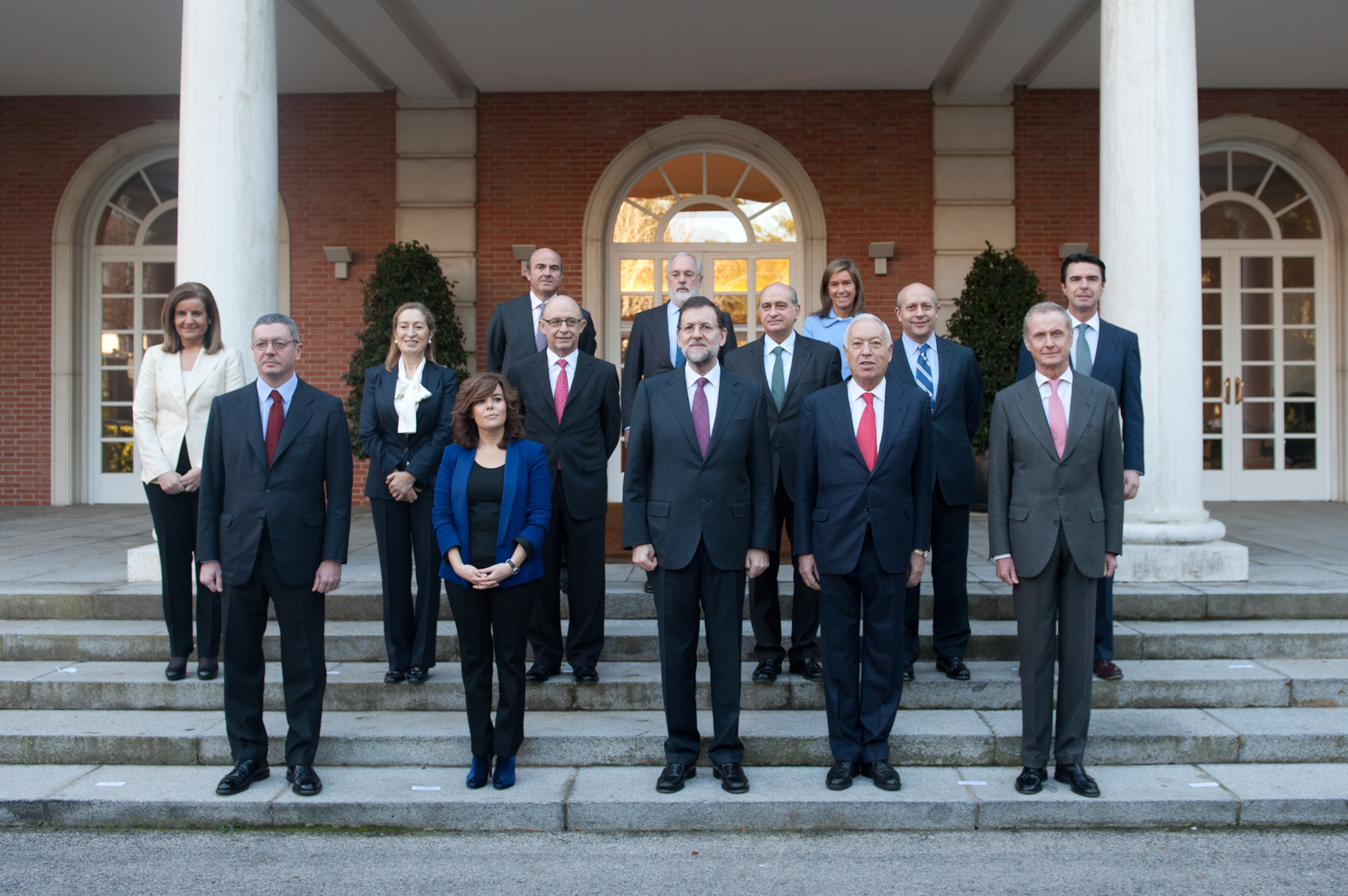
Gabinete de governo de Mariano Rajoy, em 29 de dezembro de 2011.

Em novembro de 2011, o Partido Popular obteve sua mais ampla maioria desde a redemocratização espanhola, na década de 1970. O partido garantiu 186 dos 450 assentos na Câmara de Deputados, a câmara baixa do parlamento espanhol. Em 21 de dezembro de 2011, seguindo a vitória de seu partido, Rajoy foi eleito o Presidente do Governo da Espanha pelo Congresso dos Deputados.

#### Posse
Em 19 de dezembro de 2011, Rajoy realizou seu primeiro discurso perante o Congresso dos Deputados como candidato apoiado pela Coroa espanhola. Na ocasião, afirmou que o país necessitava de um investimento de 16 bilhões de euros para alcançar o déficit de 4,4% em 2012 e que seu único aumento de gastos públicos seria no nivelamento de salários, prometendo também trabalhar para criar novos postos de trabalho a partir do primeiro trimestre de 2012. Rajoy anunciou sua intenção em "reduzir o setor público" e o corte em feriados públicos como forma de evitar o prolongamento de folgas ao ano. Tais medidas seriam acompanhadas pela incorporação do uso de segundas-feiras como dias de feriados.
Dois dias após o discurso, Rajoy foi eleito pelos congressistas com 187 votos a favor, 149 votos contrários e 14 abstenções, recebendo o apoio do Partido Popular e dos partidos Fórum de Cidadãos das Astúrias e União do Povo Navarro. Em contrapartida, o Partido Socialista Operário Espanhol passou a liderar o grupo de oposição ao novo governo. Horas mais tarde, Rajoy foi empossado pelo Rei Juan Carlos no Palácio da Zarzuela na presença da Família real espanhola e outros dignatários.

#### Crise financeira europeia

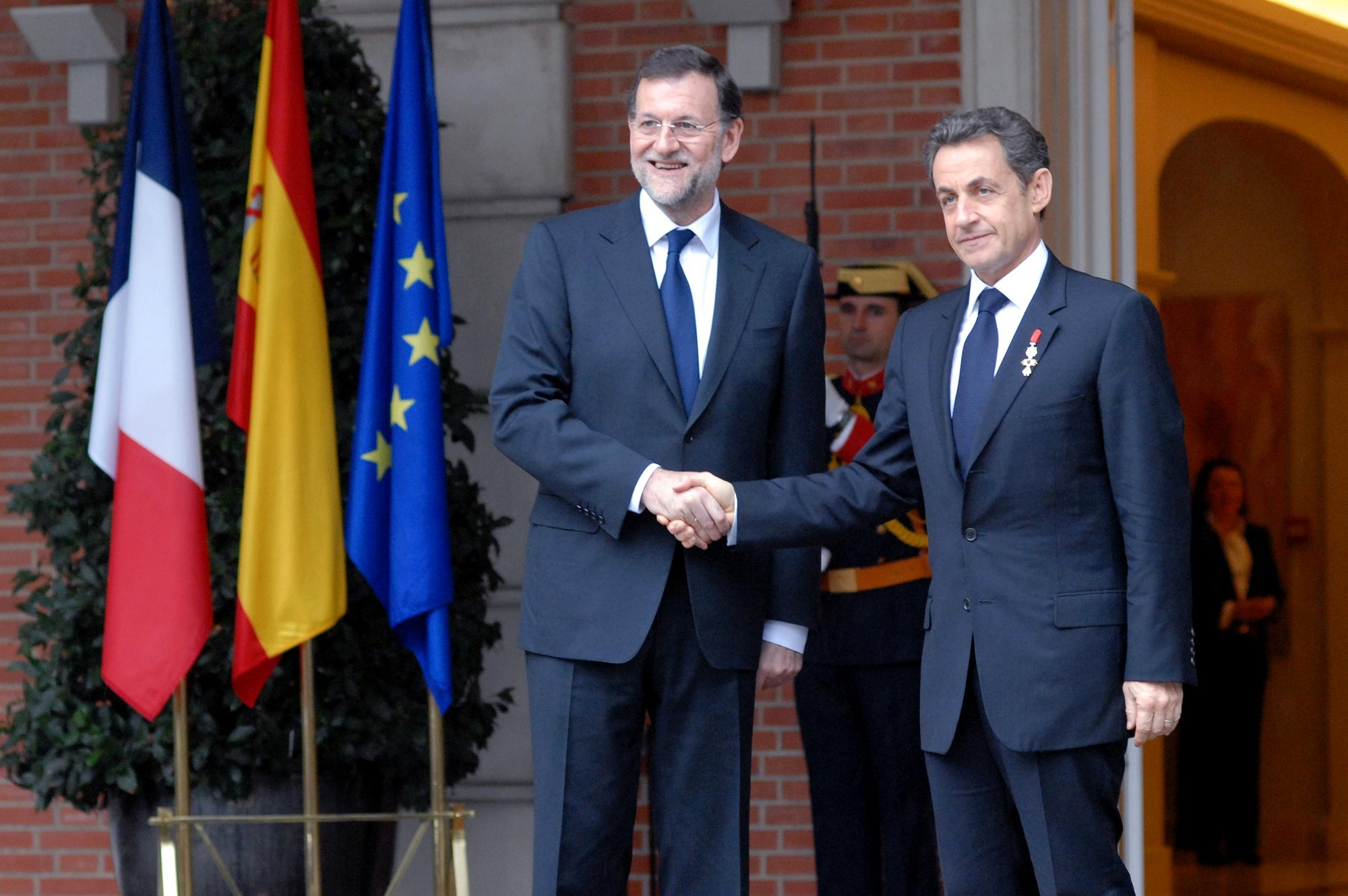
Rajoy recebe o presidente francês Nicolas Sarkozy no Palacio de la Moncloa, 2012.

Em 20 de dezembro de 2011, Rajoy assumiu o governo da Espanha e foi empossado perante o Rei Juan Carlos. Logo em seguida, o recém-formado gabinete de governo anunciou uma forte redução dos gastos públicos como medida para controlar o déficit orçamentário - que já superava os 8% do PIB e o limite acordado entre pelo governo anterior com a União Europeia - mantendo assim as políticas de ajuste de Zapatero e as chamadas "reformas estruturais", das quais a mais importante foi a reforma trabalhista arquitetada pela Ministra do Emprego Fátima Báñez e aprovada em fevereiro de 2012. As reformas trabalhistas foram duramente criticadas pelo movimento sindicalista, que convocaram uma greve geral um mês após sua aprovação. Em 25 de setembro de 2012, ocorreu uma grande manifestação popular conhecida como "Rodea el Congreso". A manifestação em torno do edifício do Congresso dos Deputados, em Madrid, acabou em 64 feridos e 35 detidos.

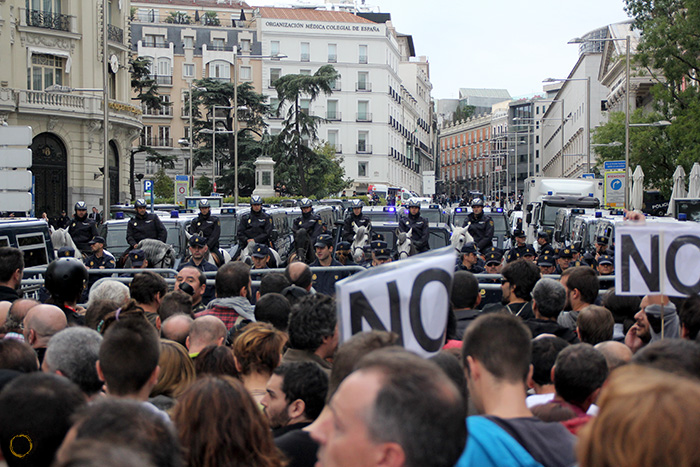
Manifestantes nas redondezas do Congresso dos Deputados durante a manifestação Rodea el Congreso, em setembro de 2012.

Visando reduzir o déficit, o governo não somente cortou os gastos públicos, como também planejou aumento de impostos, contrariando as promessas de campanha de Rajoy. Simultaneamente, decretou um aumento mínimo de 1% nos salários públicos, visando distanciar-se da medida de congelamento adotada pelo governo Zapatero em maio de 2010 apesar de ser considerado pela academia como um neoliberal.
As políticas de ajuste tiveram um efeito negativo na atividade econômica, provocando uma segunda recessão dentro da crise econômica espanhola que acabou por durar mais tempo do que a primeira recessão de 2009. A segunda onda recessiva se estendeu desde o último trimestre de 2011 até ao segundo trimestre de 2013, levando ao aumento do desemprego de 1 milhão de pessoas desde a posse de Rajoy. De 5,2 milhões de desempregados em dezembro de 2011, a Espanha registrou o recorde histórico de 6,2 milhões de desempregados em março de 2013.
Em abril de 2012, o governo anunciou um corte adicional de gastos nas áreas de educação e saúde pública, somando mais de 10 milhões de euros. A medida contrariou representantes dos setores afetados. Em 26 de junho, o Ministério de Saúde lançou o programa de co-pagamento de saúde, no qual todos os cidadãos deveriam arcar com uma porcentagem dos medicamentos adquiridos por receita de centros medicinais públicos. Em 22 de maio de 2012, ocorreu a primeira greve do setor de educação na história do país. Somente três dias depois do início das manifestações, foi anunciada a necessidade de uma injeção de 100 milhões de euros nos bancos Bankia para evitar sua falência. 
Apesar das políticas de reajuste financeiro e as reformas estruturais encabeçadas pelo governo desde a posse de Rajoy, a economia espanhola não conseguiu impedir o aumento do prêmio de risco, que superou os 600 pontos básicos em julho de 2012. O nível, acima do título alemão, basicamente impossibilitaria a negociação da dívida espanhola nos mercados estrangeiros.

#### Crise de soberania catalã (2012-2013)
Em paralelo à crise financeira, o governo Rajoy teve de lidar com a questão do levante de soberania catalã de 2012. O crescimento do movimento que reivindica uma independência da Catalunha cresceu fortemente desde a emissão de um parecer do Tribunal Constitucional em 2006, que levou a uma grande manifestação contrária em 9 de julho de 2010. Dois semanas depois das manifestações em setembro de 2012, o Parlamento da Catalunha aprovou uma resolução estabelecendo a realização de um plebiscito sobre o futuro político e democrático da região. Como resposta, o presidente da Generalidade da Catalunha, Artur Mas, adiantou as eleições regionais, anteriormente previstas para 2014. Apesr da derrota do partido Convergência e União, os movimentos soberanistas Esquerra Republicana e Iniciativa per Cataluña ampliaram seus membros no parlamento regional. 
Em 23 de janeiro de 2013, o parlamento catalão aprovou a "Declaração de Soberania e o Direito de Decidir do Povo Catalão", cujo artigo primeiro anulava as decisões do Tribunal Constitucional a partir de então. Em 11 de setembro do mesmo ano, uma grande multidão de manifestantes elaborou um protesto que se estendeu por toda a região, chamado Vía Catalana hacia la Independencia. Em janeiro de 2014, o parlamento catalão aprovou uma moção pela qual solicitou o Congresso de Deputados a realização de um referendo. A petição foi recusada pela câmara baixa nacional. 

#### Crise política (2012-2015)

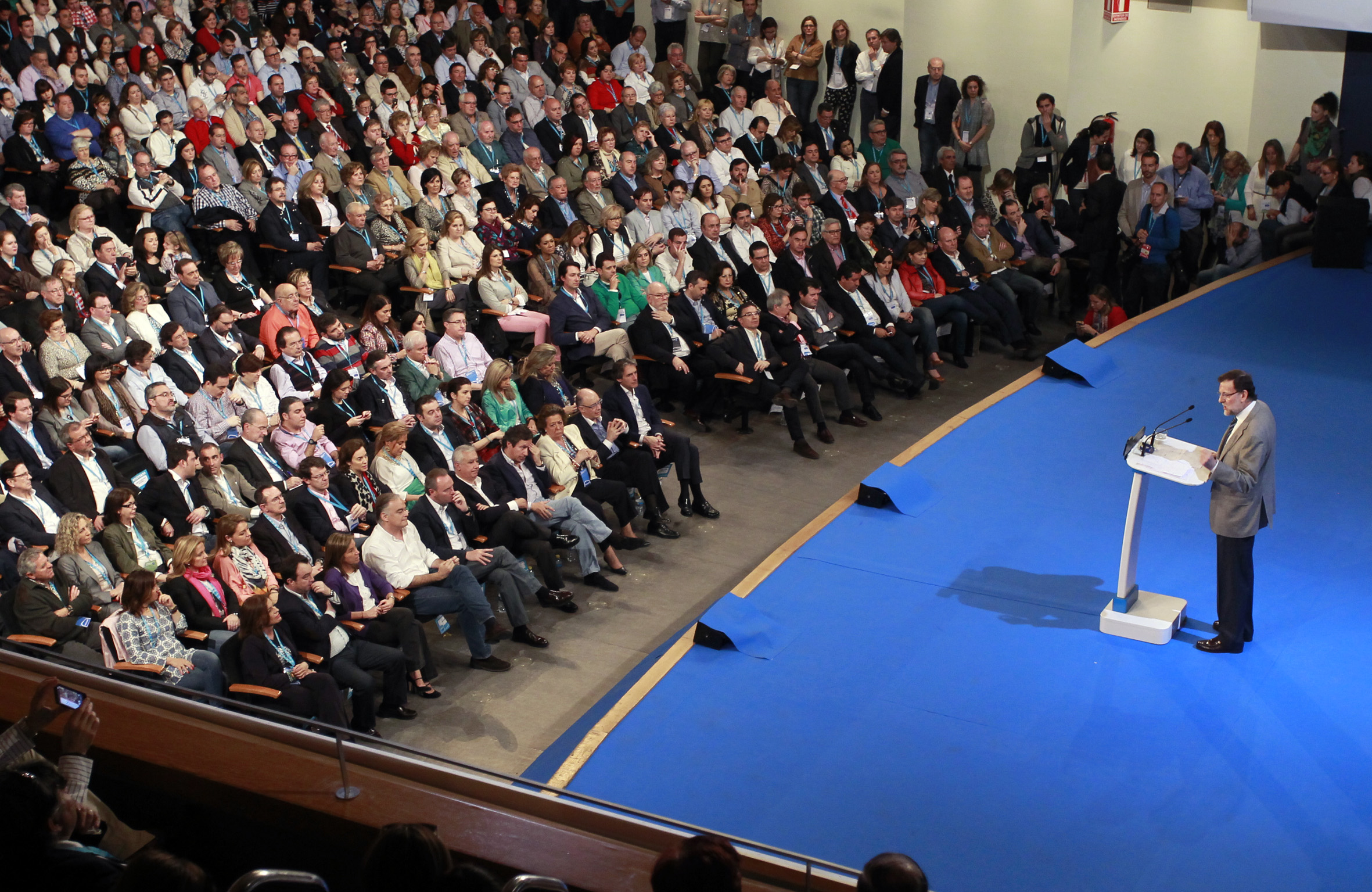
Rajoy discursa durante reunião regional do Partido Popular em Valencia, 2013.

A chegada ao poder do Partido Popular não melhorou a visão popular sobre a questão política espanhola, ao contrário das expectativas de Rajoy. Segundo dados do Centro de Investigaciones Sociológicas (CIS) de novembro de 2012, cerca de 30% da população espanhola estaria satisfeita ou de acordo com o governo presente. As estimativas foram as mais baixas já registradas pelo Partido Popular quando no governo, sendo que nas pesquisas de 2003 recebeu mais de 60% de aprovação popular. Em decorrência, grande parte das instituições públicas sofreram uma degradação do valor perante a opinião pública, como os partidos políticos, o governo, o parlamento espanhol, os movimentos sindicais e organizações empresariais. Em 6 de novembro de 2014, o CIS publicou uma nota em que Rajoy havia superado o recorde de impopularidade de Rodríguez Zapatero ao obter uma pontuação média de 2,3.
A crise política foi agravada com a chegada das eleições parlamentares europeias, realizadas em 25 de maio de 2014, nas quais o Partido Popular e o PSOE não conseguiram superar mais de 50% dos votos pela primeira vez desde a redemocratização do país. Entretanto, os partidos de menor expressão - como IU, UPyD e C‘ - conseguiram maior representatividade no Parlamento Europeu pela Espanha. As eleições também foram marcadas pela ascensão do partido social-democrata Podemos, que obteve mais de 8% dos votos.
No dia seguinte às eleições, o Secretário-geral do PSOE Alfredo Pérez Rubalcaba convocou um congresso extraordinário partidário a ser realizado em julho do mesmo ano para anunciar sua desistência em concorrer por uma reeleição. Nas primárias do partido, Pedro Sánchez foi eleito o novo secretário-geral.
Em 2 de junho de 2014, o Rei Juan Carlos anunciou publicamente sua abdicação após mais de 39 anos de reinado. A decisão havia sido tomada cinco meses antes, em seu aniversário em 5 de janeiro, e comunicada à Presidência do Governo em 31 de março. No mesmo dia do pronunciamento de Juan Carlos, ocorreram diversas manifestações públicas exigindo a convocação de um referendo sobre a futura forma de governo do país. Tal reivindicação voltou a ocorrer no debate no Congresso de Deputados em 11 de junho, quando foi votada a Lei Orgânica sobre a Abdicação, aprovada por 299 deputados do Partido Popular, PSOE e outros. Em 18 de junho do mesmo ano, Juan Carlos assinou os termos da lei no que foi considerado o último ato público de seu extenso reinado, e no dia seguinte, Felipe VI foi proclamado o novo monarca espanhola pelas Cortes Gerais.

#### Caso Bárcenas

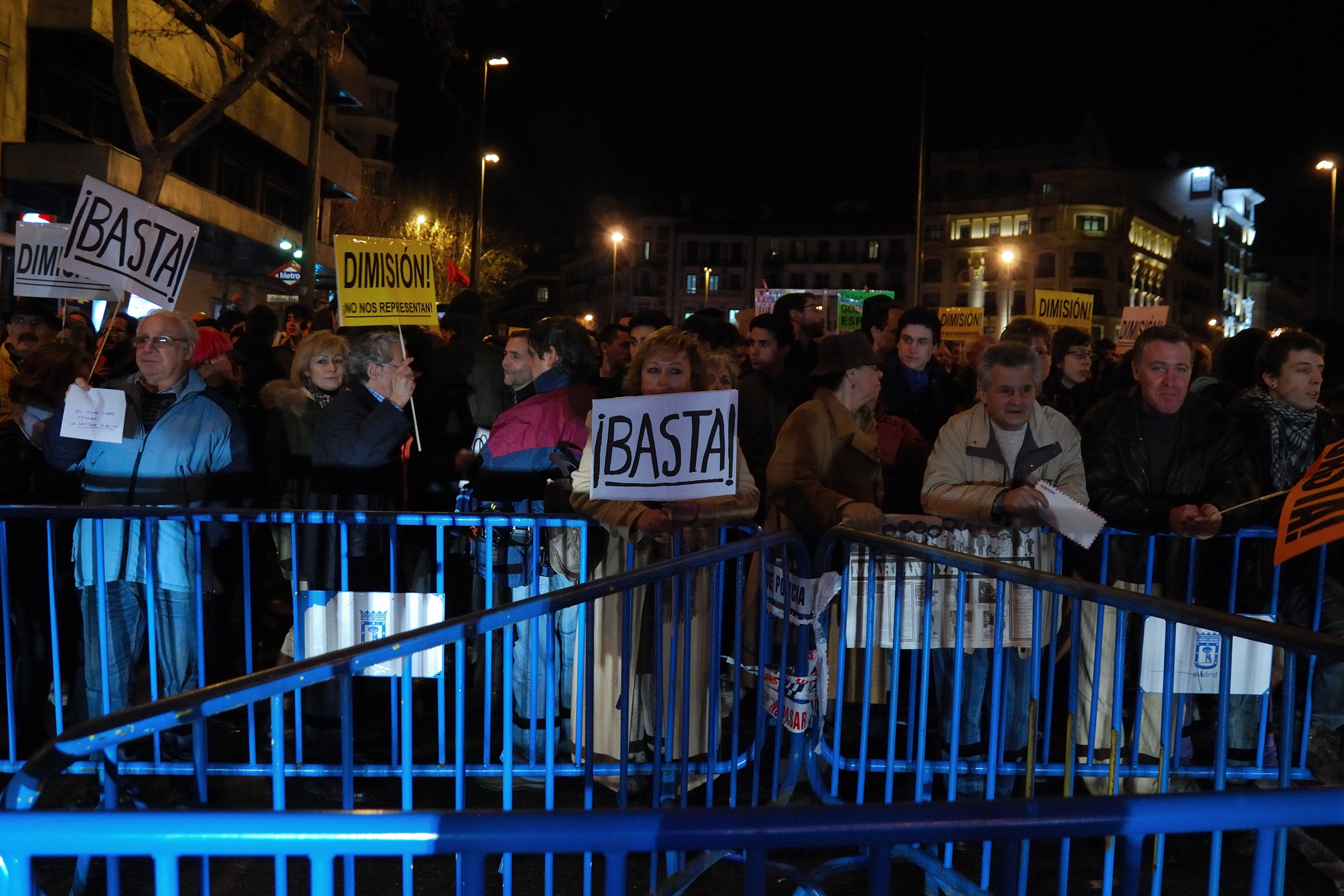
Protestos em frente à sede do Partido Popular, em Madrid, após a divulgação do 'Caso Bárcenas' pelo jornal El País, em 1 de fevereiro de 2013.

Em 30 de janeiro de 2013, o jornal El País publicou uma série de documentos referentes aos orçamentos do Partido Popular entre 1999 e 2009. De acordo com os documentos "Bárcenas" (como ficaram conhecidos), Mariano Rajoy e María Dolores de Cospedal havia recebido pagamentos ilícitos do antigo tesoureiro do partido, Luis Bárcenas; ainda segundo os dados divulgados pelo jornal, Bárcenas e seu antecessor, Álvaro Lapuerta, negociaram doações expressivas de empresários e construtoras privadas, entre as quais diversas acusadas de envolvimento no anterior "Caso Gürtel". Tais gastos incluiriam, além de despesar próprias do partido, pagamentos a membros das demais lideranças partidárias durante períodos em que tal processo não seria válido. As contas particulares de Bárcenas demonstram pagamentos de 25 mil euros a Rajoy durante 11 anos ininterruptos, além de pequenas somas destinadas a questões não conclusivas, definidas apenas como "Ternos de Mariano", "gravatas de Mariano" ou ainda "ternos de M.R.". Dolores de Cospedal, Secretária-geral do Partido Popular, também é citada nos pagamentos, assim como diversos outros líderes do partido, como os antigos ministros Javier Arenas, Jaime Mayor Oreja e Francisco Álvarez-Cascos.

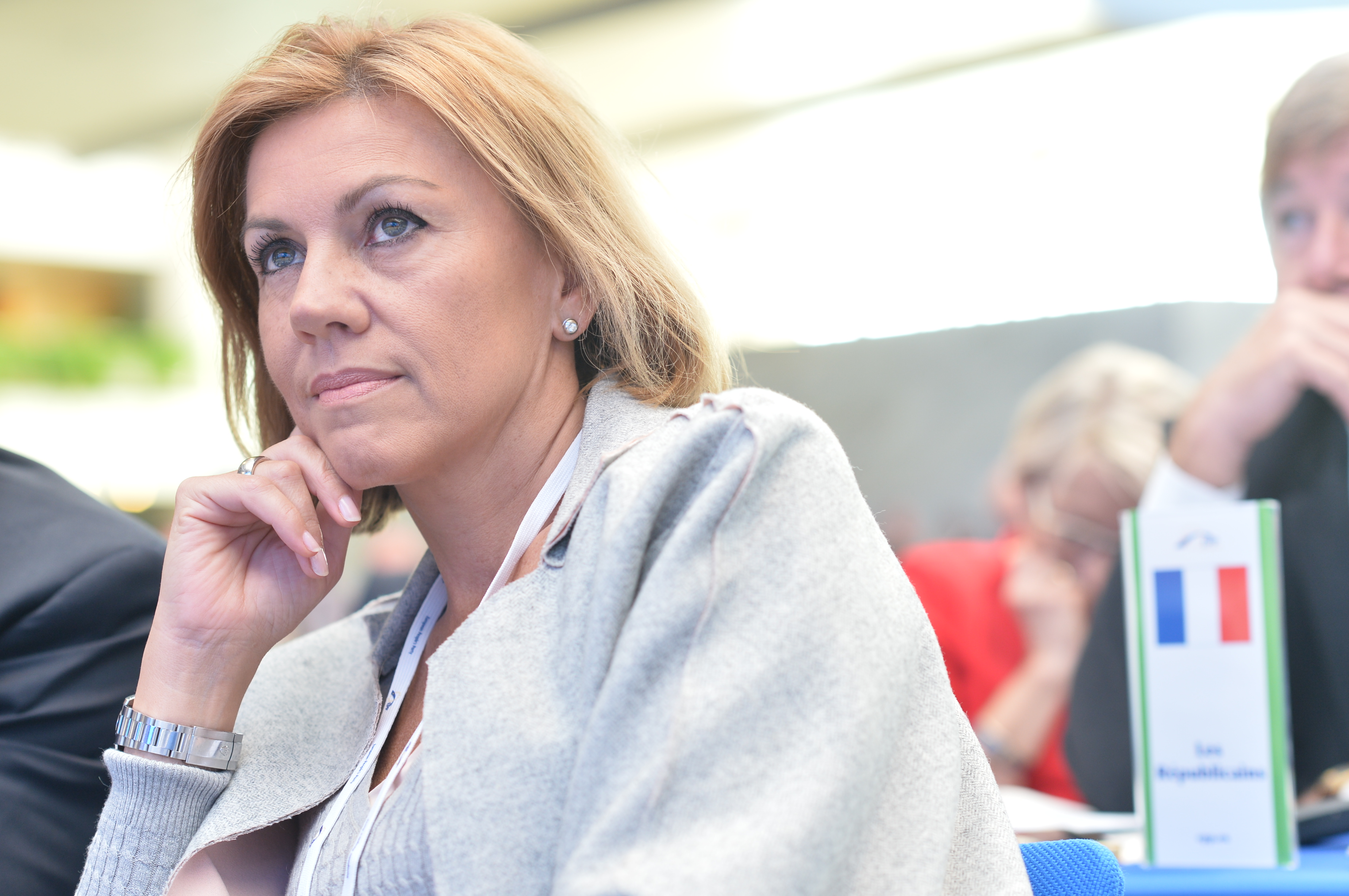
María Dolores de Cospedal, secretária-geral do Partido Popular desde 2008, é a segunda principal acusada no "Caso Bárcenas".

Em 7 de fevereiro, apenas uma semana após a divulgação dos documentos, mais de 1 milhão de pessoas assinaram uma petição pública lançada pela organização Change.org, pedindo a renúncia imediata de Rajoy.
Em 8 de julho, o jornal de centro-direita El Mundo, tradicional apoiador do Partido Popular, publicou uma extensa entrevista com Luis Bárcenas realizada dias antes de sua prisão em 27 de junho, na qual o antigo tesoureiro revelou que o Partido Popular havia sido financiado irregularmente por mais de 20 anos. No dia seguinte, o mesmo jornal publicou os originais dos documentos de Bárcenas que refletiram pagamentos extras a Rajoy em 1997, 1998 e 1999, quando era ministro no gabinete de Aznar. Tais pagamentos violaram o Ato de Incompatibilidades de 1995. Em 14 de julho, o El Mundo publicou outras diversas mensagens de texto entre Rajoy e Bárcenas, a última delas datada do início de 2013, após a descoberta das contas bancárias de Bárcenas na Suíça. Em tais mensagens, Rajoy expressa seu apoio a Bárcenas.

#### Eleições gerais de 2015

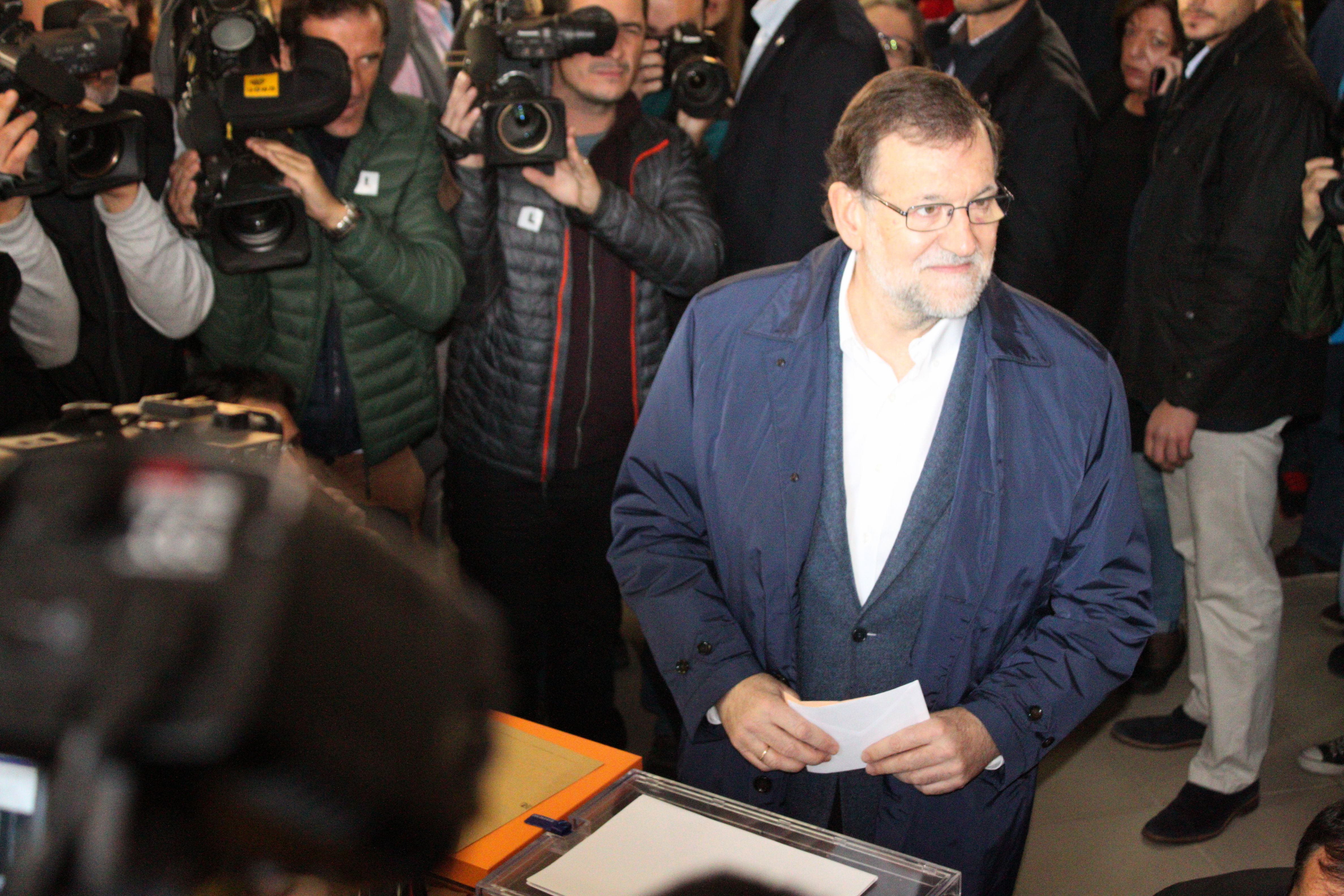
Mariano Rajoy vota durante as eleições gerais de 2015.

Em 20 de dezembro de 2015, a Espanha realizou suas 12ª eleições gerais desde a restauração do regime democrático e as primeiras eleições ocorridas durante o reinado de Felipe VI. Na corrida eleitoral, o Partido Popular foi o mais bem-sucedido ao obter a maior quantidade de votos e garantir 123 assentos no Congresso de Deputados. Apesar disto, o partido liderado por Rajoy perdeu 63 assentos no parlamento em comparação às eleições anteriores, ocorridas em 2011.
Em 22 de janeiro de 2016, a Casa Real Espanhola emitiu um comunicado sobre a oferta pessoal do rei Felipe VI para que Rajoy concorresse nas eleições a Presidente do Governo. No entanto, Rajoy recusou a oferta por não conseguir apoio suficiente em seu partido e no parlamento, o que dificultaria seus atos de governo. Foi a primeira vez na história do país em que um candidato desistiu das eleições para tal cargo a convite do monarca.

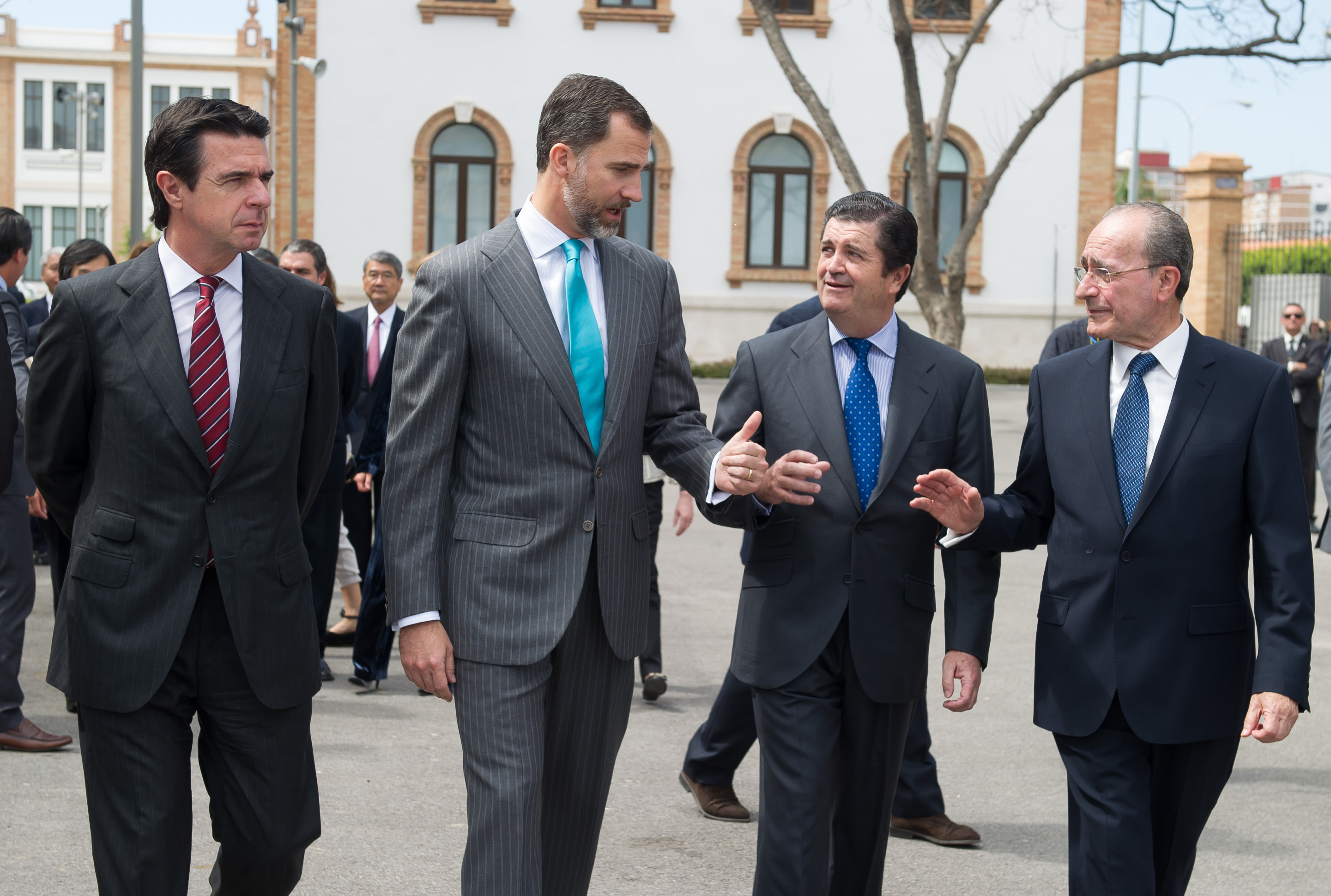
O então Ministro da Indústria José Manuel Soria acompanha o Rei Felipe VI e demais autoridades em visita a Málaga, 2016.

Em 2 de fevereiro, o Secretário-geral do PSOE e candidato à Presidência do Governo, Pedro Sánchez, aceitou a recomendação de Felipe VI para formar um governo e submeter-se ao processo de investidura no cargo. Na cerimônia de condução ao cargo, Sánchez submeteu-se a duas votações; a serem realizadas nos dias 2 e 5 de março. Na primeira, contou com votos de seus partidários e membros do movimento Ciudadanos. Na segunda, obteve o mesmo resultado com apenas um voto a mais da Coalición Canaria. 
Em abril de 2016, o jornal El Mundo divulgou denúncias sobre o envolvimento do Ministro da Indústria e Turismo José Manuel Soria com empresas offshore em Jersey e Bahamas entre 1993 e 2002. Apesar de inicialmente negar seu envolvimento em operações clandestinas, Soria, citado no Panama Papers, apresentou formalmente seu pedido de renúncia do cargo em 15 de abril. Contudo, segundo a constituição espanhola, o governo já em exercício não pode nomear ou destituir cargos ministeriais.
Diante da grave crise institucional e política e da dificuldade em formular um novo parlamento com base nas últimas eleições, em 3 de maio de 2016, a Casa Real dissolveu as Cortes Gerais e convocou novas eleições parlamentares.

#### Eleições gerais de 2016 e separatismo catalão

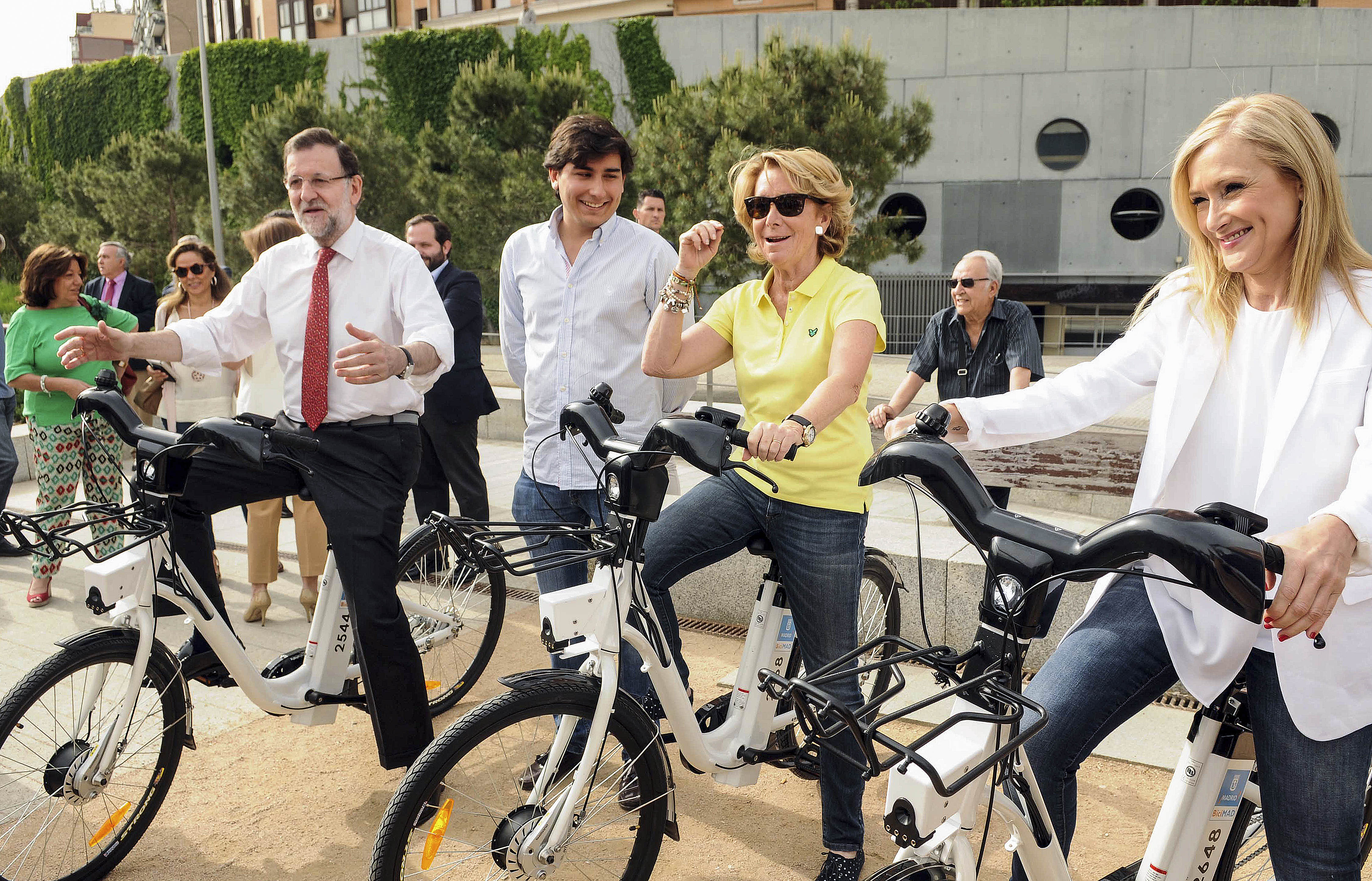
Rajoy acompanhado da família durante as eleições municipais e regionais de 2015.

Nas eleições gerais de 26 de junho de 2016, o Partido Popular recebeu 39,14% dos votos e assegurou 137 assentos no Congresso dos Deputados (14 a mais com relação às eleições anteriores). Com tal resultado, o partido manteve a maioria absoluta no Senado, voltando a ser a força política com maior número de votos e o único partido com melhora de resultado. Após uma série de reuniões com a Casa Real, Mariano Rajoy aceitou oficialmente o convite de formar um governo.

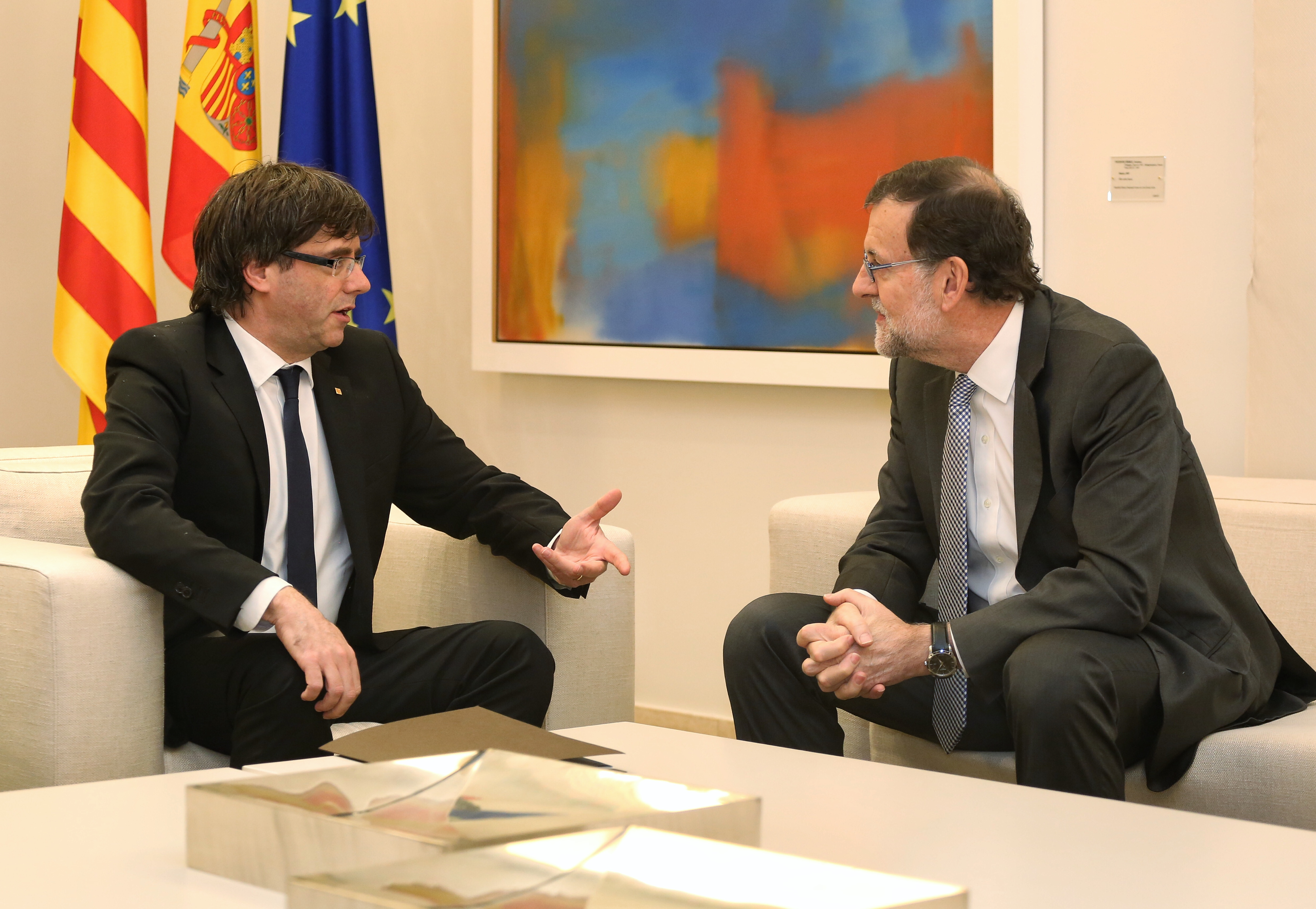
Rajoy e Carles Puigdemont, presidente da Generalidade da Catalunha, em abril de 2016.

Em 9 de agosto, Albert Rivera anunciou estar disposto a negociar o apoio do partido Ciudadanos à investidura de Rajoy e em troca seu partido endossaria seis medidas contra a corrupção propostas pelo CiU. Dias após, Rajoy aceitou as condições e deu início às negociações. Ana Pastor Julián, Presidente do Congresso dos Deputados, anunciou que o processo de formação do novo governo teria início em 30 de agosto.
Dois dias antes da data prevista, membros dos dois partidos assinaram um pacto de investidura contendo 150 medidas de governo a serem tomadas por Rajoy após a formação de seu gabinete executivo. Ao acordo, uniu-se a corrente Coalición Canaria, exigindo 15 medidas adicionais ao governo. Entretanto, Sánchez manteve sua decisão em votar contra a posse de Rajoy.
Entre os dias 9 e 10 de julho, o Presidente estadunidense Barack Obama visitou a Espanha marcando 15 anos da visita oficial de seu antecessor George W. Bush. Ao chegar em Madrid, Obama foi recebido pelo Rei Felipe VI no Palácio Real e, posteriormente, por Mariano Rajoy no Palácio da Moncloa. O cronograma da visita foi reduzido em decorrência do assassinato de cinco policiais em Dallas, no dia 7 de julho. Em 2017 ele declarou haver um risco de se começar uma segunda Guerra Civil Espanhola e o então governador da Catalunha o comparou com Francisco Franco.

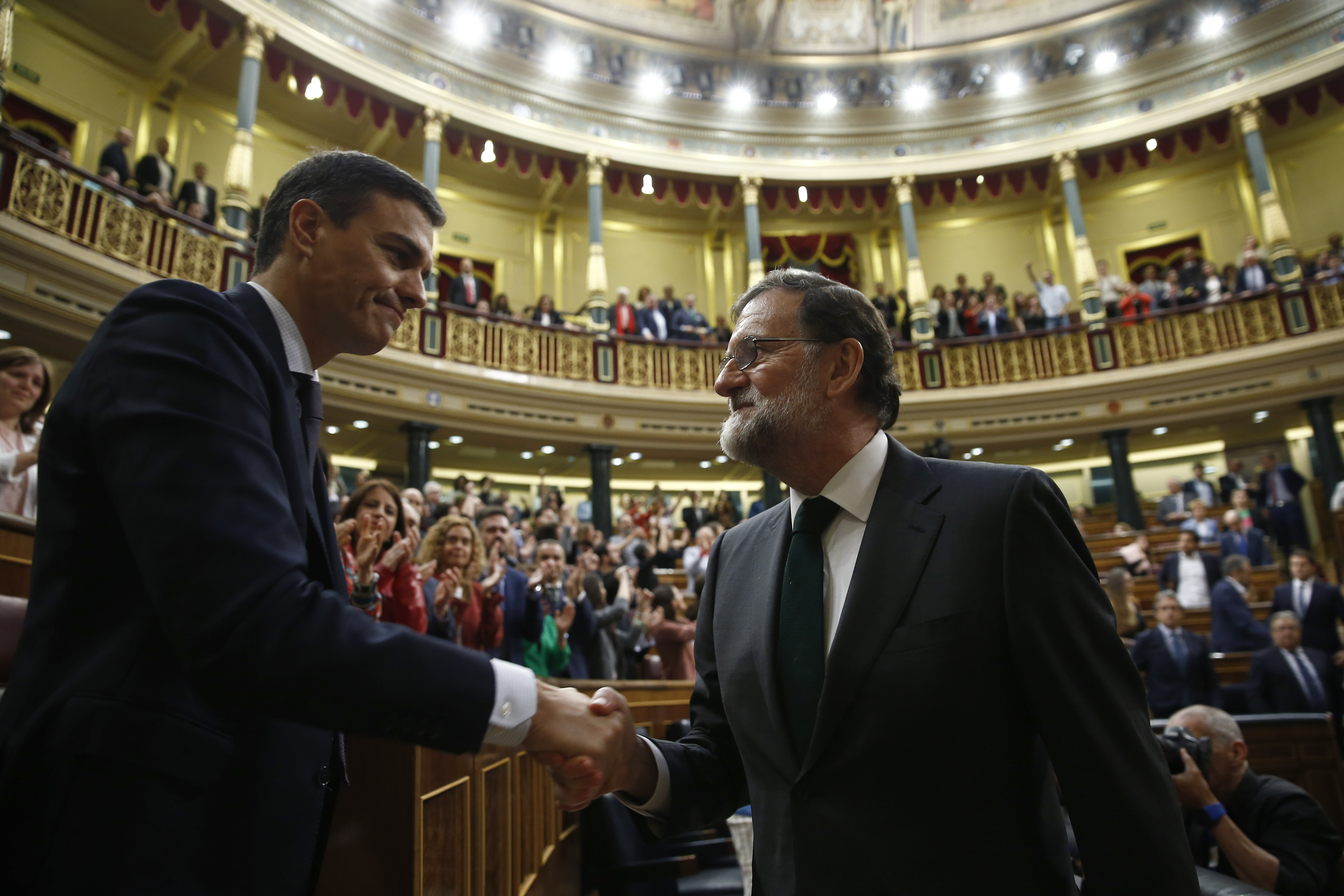
Mariano Rajoy felicita o novo presidente de Governo, Pedro Sánchez, após a aprovação da moção de censura ao seu governo em 1º de junho de 2018.

### Queda do governo PP em 2018
Após a investigação policial sobre a corrupção sistêmica no Partido Popular no famoso Caso Gürtel, a Justiça espanhola proferiu sentença em que declarou culpados centenas de membros do então partido governista espanhol. Além disso, condenou-se o PP a pagar mais de 250 mil euros (cerca de 1 milhão de reais) como "partícipe a título lucrativo" da trama, considerou-se provado que houve um caixa-dois no partido desde 1989. Impôs-se, também, uma pena de 33 anos de prisão a Luis Bárcenas, ex-tesoureiro do Partido Popular. Por fim, a Audiência Nacional questionou a credibilidade do depoimento do então presidente de governo, Mariano Rajoy, como testemunha do caso, o que tornou o governo do político conservador cada vez mais isolado e desgastado. Diante disso, o PSOE apresentou uma moção de censura em maio de 2018. Votada no dia 1 de junho, causou a queda do governo Rajoy ao atingir 180 votos dos 350 parlamentares .
Foi convocado pelos tribunais em Março de 2021 para explicar o "fundo B" que o PP tinha alegadamente mantido durante mais de vinte anos. Isto foi alegadamente utilizado para receber doações anónimas de líderes empresariais a fim de pagar "salários adicionais" aos funcionários do partido, incluindo Mariano Rajoy.

## Prêmios e honrarias
- Cavaleiro grã-cruz da Ordem de Carlos III (2003)
- Ordem da Águia Asteca (2012)[108]
- Grã-Cruz da Ordem do Sol do Peru (2013)[109]
- Faixa da Ordem da República Sérvia (2013)[110]
- Grã-Cruz da Ordem de Mérito da República do Chile (2014)[111]
- Grã-Cruz da Ordem de San Carlos (2015)[112]
- Ordem Militar de Cristo de Portugal (2018)[113]